# Thierry Steinmetz
Pour les articles homonymes, voir Steinmetz.
Thierry Steimetz, ou Thierry Steinmetz, né le 9 juillet 1983 à Creutzwald, est un footballeur amateur français.
En mai 2017, il se fait amputer d'une jambe à cause d'une tumeur et met donc un terme à sa carrière.

## Biographie
Il possède la particularité d'avoir connu un passage chez les professionnels tardivement, en intégrant le club du FC Metz à l'âge de 28 ans. Thierry Steinmetz a également purgé une suspension de deux ans, après avoir frappé le dijonnais Denis Stinat lors d'un match de Coupe de France en 2006, alors qu'il jouait pour le club amateur de l'US Forbach.
À l'été 2012, après 6 mois passés au sein du FC Metz, Steinmetz traverse la frontière pour rejoindre les champions luxembourgeois du F91 Dudelange. Le 24 juillet 2012, il participe à la qualification de son club pour le troisième tour des qualifications de la Ligue des champions en inscrivant 2 buts face aux autrichiens du Red Bull Salzbourg. Bien que défait 4-3, Dudelange se qualifie à la faveur des buts inscrits à l’extérieur, une semaine après avoir remporté le match aller 1-0.
En 2014, il quitte Dudelange pour rejoindre les allemands du FC Hombourg, en quatrième division.

## Palmarès
- Champîonnat du Luxembourg : 2014